# Fontanès, Hérault
Fontanès är en kommun i departementet Hérault i regionen Occitanien i södra Frankrike. Kommunen ligger i kantonen Claret som tillhör arrondissementet Montpellier. År 2022 hade Fontanès 355 invånare.

## Befolkningsutveckling
Antalet invånare i kommunen Fontanès
Referens:INSEE